# Leroy Lita
Leroy Halirou Bohari Lita  (* 28. Dezember 1984 in Kinshasa, Zaire) ist ein englischer Fußballspieler.

## Karriere
Lita durchlief die Jugendakademie des FC Chelsea, für dessen erste Mannschaft er allerdings nie zum Einsatz kam. Im Jahr 2002 wechselte er zu Bristol City. Zu Beginn der Saison 2003/04 unterschrieb er im Alter von 18 Jahren seinen ersten Profivertrag. Erst mit der Saison 2004/05 konnte sich Lita dort in der ersten Mannschaft als Stammspieler etablieren. In diesem Jahr erzielte er 29 Tore in allen Wettbewerben für den Verein. Im Juli 2005 wechselte Lita für die Rekordablösesumme von einer Million Pfund zum FC Reading. Für Reading spielte er noch vier weitere Jahre bis 2009. Innerhalb dieses Zeitraums wurde er an Charlton Athletic und an Norwich City verliehen. Danach wechselte er zum FC Middlesbrough, für den er bis 2011 aktiv war. Der Wechsel zu Swansea City erfolgte ebenfalls 2011. 2012 wurde er vom walisischen Verein an Birmingham City verliehen. 2013 folgten zwei Leihgeschäfte zu Sheffield Wednesday und Brighton & Hove Albion.
Zur Saison 2014/15 wechselte Lita zum FC Barnsley, wurde jedoch im März 2015 für den Rest der Saison an Notts County ausgeliehen. Im August desselben Jahres unterzeichnete er einen Einjahresvertrag beim griechischen Zweitligisten FC Chania. Ab März 2016 stand Lita für kurze Zeit bei Yeovil Town unter Vertrag.

## Familie
Er ist der Cousin von dem deutschen Stabhochspringer Bo Kanda Lita Baehre, welcher sich im Jahr 2017 den deutschen Meistertitel sicherte.